# Frank Tower
Frank Lucks Tower ist die Figur einer modernen Sage. Erzählt wird von ihm, dass er drei bedeutende Schiffsunglücke überlebt hat.
1912 soll er als Heizer auf dem britischen Luxusdampfer Titanic gewesen sein, der mit einem Eisberg kollidierte und mit mehr als 1500 Menschen an Bord unterging. 1914 soll er den Zusammenstoß des kanadischen Ozeandampfers Empress of Ireland mit dem Frachter Storstad überlebt haben, wobei mehr als tausend Menschen ums Leben kamen. 1915 schließlich soll er ebenfalls als Heizer auf der Lusitania gewesen sein, als diese von einem deutschen U-Boot torpediert wurde, und auch dieses Unglück überlebt haben.
Die Geschichte von Frank Tower tauchte erstmals im Comicstrip „Believe It Or Not“ des US-amerikanischen Abenteurers Robert Ripley auf. Heute steht fest, dass diese Figur eine Erfindung ist. Die Geschichte ist ein modernes Volksmärchen, das von dem Wunsch gespeist wird, das man als Mensch auch aus schrecklichen technischen Tragödien als Sieger hervorgehen kann.
Im Gegensatz zu Tower gab es tatsächlich einige Menschen, die mehrere Schifffahrtstragödien des 20. Jahrhunderts überlebt haben. Es gab auf den Schiffen dieser modernen Sage mindestens einen Menschen, der zwei Schiffsunglücke überlebt hat. Außerdem auch eine Person, die drei Schiffsunglücke überlebte:
- Die Stewardess Violet Jessop hat sowohl die Kollision der Olympic mit dem Kreuzer Hawke 1911 als auch den Untergang der Titanic 1912 und den der Britannic 1916 überlebt.
- Der Heizer William Clark hat den Untergang der Titanic und den Untergang der Empress of Ireland überlebt.
- Der Kanadier Leonard L. McMurray hat den Untergang des Ozeandampfers Republic 1909 und die Versenkung des Luxusliners Lusitania 1915 überlebt.